# Kościół św. Bartłomieja w Czernikowie
'Kościół świętego Bartłomieja w Czernikowie – rzymskokatolicki kościół parafialny należący do parafii pod tym samym wezwaniem (dekanat czernikowski diecezji włocławskiej).

## Historia
Jest to gotycka budowla, datowana na około 1449 rok. Następnie została przebudowana około 1641 roku. Odnowiona została w latach w 1719 i 1798. Na początku XX wieku (1904 rok) – zostały dobudowane transept i prezbiterium oraz dwie kaplice boczne – Matki Bożej i św. Izydora oraz dwie zakrystie. W 1910 roku kościół został konsekrowany.
Budowla jest orientowana, murowana, wzniesiona z cegły, w dolnych partiach części gotyckiej w układzie wendyjskim, w górnych – w układzie polskim, z użyciem zendrówki we wzorach rombowych. Prezbiterium, transept i górna kondygnacja wieży są otynkowane. Wnętrze zostało zbarokizowane w XVIII wieku, wprowadzono wówczas pozorne sklepienie kolebkowe i pilastrowe podziały ścian. Kruchta pod wieżą nakryta jest sklepieniem ośmiopolowym, zapewne gotyckim. Na południowej ścianie starszej części prezbiterium można zobaczyć fragment szerokiego gotyckiego fryzu z cegieł ułożonych rębem skośnym.
W latach 1966–1970 został przeprowadzony remont świątyni, połączony z regotyzacją części zachodnich. W 1984 roku zostało zmienione pokrycie dachu: została zdjęta dachówka, natomiast położona została blacha miedziana. Polichromię w kościele jest stylu fresco wykonał Zygmunt Klaryska pod koniec lat siedemdziesiątych XX wieku. W latach 1988–1989 Klaryska razem z synem odnowili polichromię w prezbiterium i malowidła umieszczone w nawie głównej i kaplicach świątyni. 
Ołtarz w kościele reprezentuje styl barokowy, znajdują się na nim rzeźby świętych. W polu centralnym jest umieszczony obraz Matki Bożej z Dzieciątkiem, namalowany w drugiej połowie XVII wieku w sukience metalowej, trybowanej, wykonanej w pierwszej połowie XVIII wieku. W otoczeniu obrazu jest umieszczonych 30 wotów srebrnych powstałych w okresie od XVII do XIX wieku. Chrzcielnica znajdująca się w kaplicy Matki Bożej reprezentuje styl barokowy i powstała w XVIII wieku. Witraże wykonał Kwiatkowski pod koniec lat siedemdziesiątych XX wieku. Na wieży świątyni są umieszczone są zawieszone dwa dzwony: jeden odlany w 1587 roku – pęknięty i nieużywany, a drugi – obecnie używany, odlany w 1707 roku.